# Евридика (съпруга на Креон)
Вижте пояснителната страница за други значения на Евридика.
Евридика (на старогръцки: Εὐρυδίκη, Eurydike) е в древногръцката митология съпруга на Креон, царът на Тива
Според Софокъл в трагедията „Антигона“, тя проклиня съпруга си Креон и се самоубива, след като разбрала, че нейният син Хемон също се самоубил, след като научил за самоубийството на неговата годеница Антигона.
Тя има и друг син Мегарей (Megareus), който преди това също се е самоубил, за да спаси така своя град.